# Порт Гуанчжоу
Порт Гуанчжоу — главный порт китайского города Гуанчжоу. Порт управляется государственной компанией Guangzhou Port Group Co. Ltd. Компания была основана 26 февраля 2004 года. В настоящее время порт является крупнейшим в Южном Китае. Порт имеет связи с 300 портами в 80 странах и регионах по всему миру. К порту Гуанчжоу также относится бывший порт Хуанпу. Порт является важным экономическим и транспортным центром в районе дельты Жемчужной реки в провинции Гуандун. Это жизненно важный транспортный узел для предприятий, расположенных в соседних провинциях, таких как Гуанси, Юньнань, Гуйчжоу, Сычуань, Хунань, Хубэй и Цзянси.

## Инфраструктура
Порт имеет 4600 причалов. В 2009 году в порту были завершены работы по углублению дна, что позволяет обслуживать суда водоизмещением 100 000 тонн. До начала проекта по углублению в 2004 году порт мог принимать суда водоизмещением не более 50 000 тонн.

## Деятельность порта
Порт Гуанчжоу играет очень важную роль в экономике Китая. Порт выполняет ряд операций, включая погрузку и разгрузку, хранение, таможенное хранение, услуги контейнерных грузов.
Через порт доставляется много сельскохозяйственных и промышленных товаров, включая нефть, уголь, зерно, химические удобрения, сталь, руду и автомобили.

## Грузооборот
Грузооборот порта по годам (млн т):
| Год  | Тонн    |
| ---- | ------- |
| 2004 | 215,19  |
| 2005 | 241,7   |
| 2006 | 302,8   |
| 2007 | 341,363 |